# Falcon 1

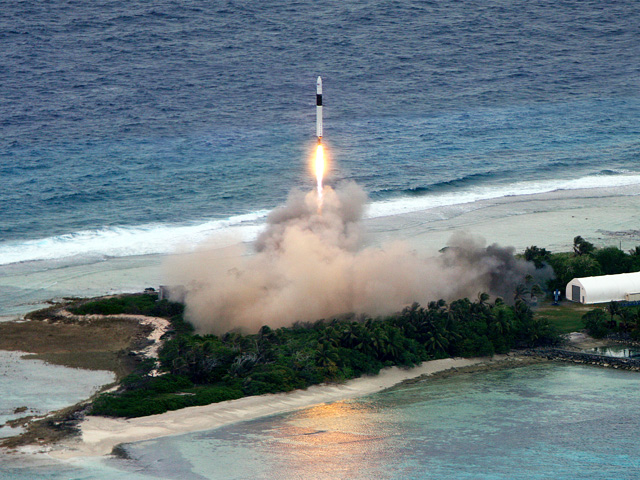
Start einer Falcon 1 über Omelek Island am 13. Juli 2009, 16:15 (PDT)

Die Falcon 1 war eine zweistufige Trägerrakete, die von der Firma SpaceX entwickelt wurde. Der erste Start einer Falcon 1 erfolgte am 24. März 2006 von der Insel Omelek im Pazifik, endete jedoch kurz danach mit dem Absturz der Rakete. Erst der vierte Flug am 28. September 2008 verlief erfolgreich, der fünfte Flug am 14. Juli 2009 brachte eine kommerzielle Nutzlast ins All. Die Falcon 1 war somit nach der Pegasus von Orbital Sciences die zweite privat entwickelte Rakete, die Nutzlasten in einen stabilen Erdorbit befördern konnte. Weitere Starts erfolgten nicht, die Weiterentwicklung zum Typ Falcon 1e und zur Falcon 5 wurde von SpaceX ausgesetzt, um sich auf Falcon 9 zu konzentrieren.

## Geschichte

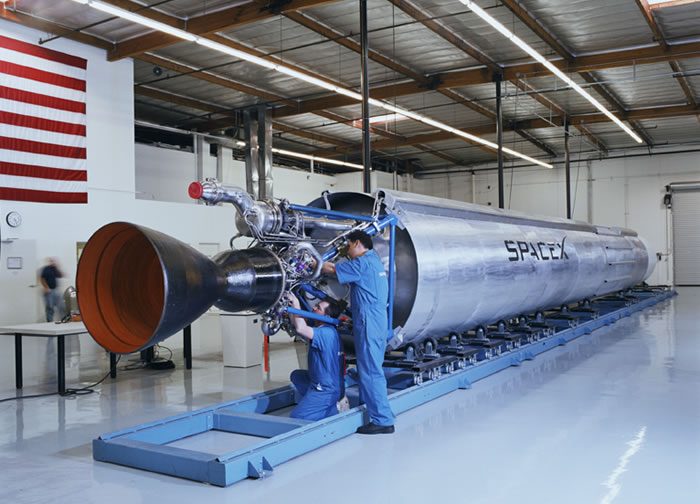
Falcon 1 in einer Werkshalle

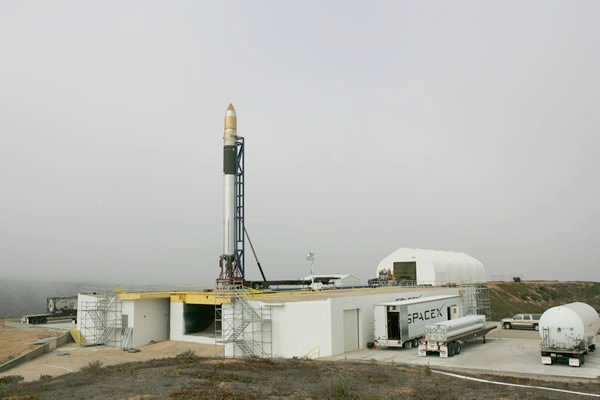
Falcon 1 auf der Startplattform in Vandenberg AFB

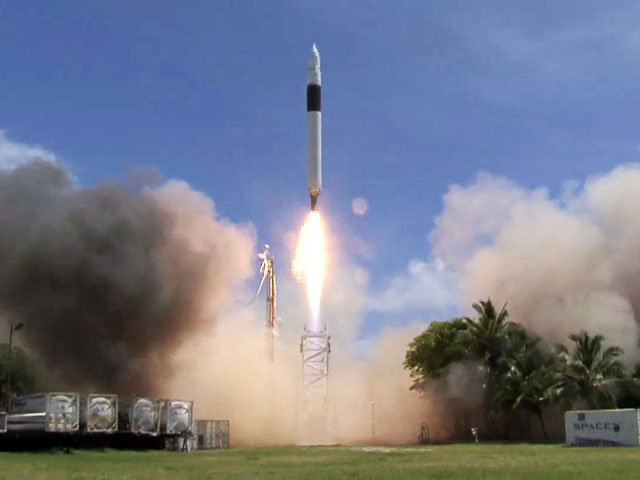
Erster erfolgreicher Start der Falcon 1

Die 90 Millionen US-Dollar Entwicklungskosten der Falcon 1 wurden nicht wie üblich öffentlich, sondern privat finanziert. Die beiden Erststarts der Rakete wurden allerdings vom US-Verteidigungsministerium gebucht, um neue in den USA hergestellte Trägerraketen für die Behörde DARPA zu erproben.
Die Falcon 1 war der leichteste Träger der Falcon-Familie. Auf der Grundlage der Falcon 1 wurde später die weit stärkere Falcon 9 entwickelt.

## Technik
Die Falcon 1 war eine zweistufige, mit flüssigem Sauerstoff und Raketenkerosin (RP-1) angetriebene Rakete. Die Rakete sollte zu 80 % wiederverwendbar sein und einen Flug in eine niedrige Erdumlaufbahn für 6,7 Millionen Dollar ermöglichen. Dazu sollte die erste Stufe der Falcon 1 mit Hilfe von Fallschirmen zur Erde zurückgebracht werden, wo sie nach einer Inspektion für den nächsten Start zur Verfügung stehen sollte. Jedoch wurde bei den fünf erfolgten Flügen kein Versuch zu einer Bergung unternommen. Die zweite Stufe der Rakete war nicht wiederverwendbar.
Die Länge der Falcon 1 betrug 21,3 m, der Durchmesser 1,7 m, das Startgewicht 27.200 kg. Das von SpaceX selbst entwickelte Merlin-Triebwerk hatte beim Start einen Schub von 318 kN. Die erste Stufe hatte eine Brenndauer von 169 Sekunden und brachte die Rakete in eine Höhe von 90,3 km. Fünf Sekunden nach der Stufentrennung zündete die zweite Stufe, die nach insgesamt 552 Sekunden ausgebrannt war und die Rakete in eine Höhe von ca. 405 km bringen konnte. Auch das Kestrel-Triebwerk der zweiten Stufe wurde von SpaceX entwickelt. Die maximale Nutzlast betrug 670 kg, die in eine Umlaufbahn mit 200 km Höhe bei einem Start von Cape Canaveral gebracht werden konnte. Die maximale Höhe bei einem direkten Aussetzen der Ladung betrug 700 km bei 240 kg und gleichem Startplatz.

## Einsätze
Ursprünglich war der Erststart der Falcon 1 für September 2004 geplant, wurde jedoch mehrfach verschoben. Auch der erste, fest angesetzte Startversuch am 26. November 2005 musste aufgrund von technischen Problemen aufgeschoben werden. Der nächste Startversuch am 19. Dezember 2005 musste kurz vor dem Abheben aufgrund von Schäden im Treibstofftank der ersten Stufe abgesagt werden. Daraufhin sollte die Rakete am 9. Februar 2006 starten, doch auch dieser Startversuch wurde verschoben.
Der Start erfolgte dann am 24. März 2006 um 22:30 Uhr UTC, endete jedoch mit dem Absturz der Rakete. Nach ersten Analysen war ein Leck im Treibstoffsystem die Ursache für den Absturz. Die Rakete startete zunächst planmäßig, bei T+25s (25 Sekunden nach dem Zünden des Haupttriebwerkes) brach jedoch im unteren Teil der ersten Stufe ein von einem Treibstoffleck verursachtes Feuer aus, welches das mit Helium betriebene hydraulische Steuerungssystem des Triebwerkes beschädigte. Bei T+29s sank der Druck des Heliums unter ein kritisches Niveau ab, woraufhin das automatische Sicherheitssystem das Haupttriebwerk abschaltete. Etwa 41 Sekunden nach dem Start stürzte die Rakete unweit vom Startplatz in den Ozean ab. Später stellte sich heraus, dass ein Fehler während der Vorbereitung der Rakete für das Treibstoffleck verantwortlich war. Bei ihrem Jungfernflug trug die Rakete den militärischen Mikrosatelliten FalconSat-2 für die US Air Force und DARPA, welche 8 Millionen US-Dollar für den Start zahlten.
Der zweite Flug trug keine Satellitennutzlast, sondern lediglich Instrumente zum Überwachen der Rakete. Dieser Flug fand am 21. März 2007 statt, die erste Stufe funktionierte nahezu einwandfrei, jedoch konnte die Rakete die Umlaufbahn wegen eines Problems mit der zweiten Stufe nicht erreichen. Zu starke Schwingungen der Zweitstufe führten dazu, dass die Treibstoffzufuhr zum Triebwerk beeinträchtigt wurde und die Rakete daher nur eine Geschwindigkeit von 5,1 km/s anstatt der geplanten 7,5 km/s erreichte. Die erreichte Höhe betrug 289 km und lag damit außerhalb der Erdatmosphäre. Die Bergung der nach den Planungen mehrfach verwendbaren Erststufe wurde nicht durchgeführt. Trotz der Probleme wertete SpaceX den zweiten Flug als einen erfolgreichen Testflug und war nun bereit, den kommerziellen Betrieb aufzunehmen.
Beim dritten Flug im Januar 2008 sollte die Rakete als Hauptnutzlast den US-amerikanischen Militärsatelliten TacSat 1 in die Erdumlaufbahn befördern, dieser war jedoch durch die mehrfachen Startverzögerungen mittlerweile veraltet und wurde nicht auf diesem Flug gestartet. Stattdessen wurde der Start der drei experimentellen Satelliten Trailblazer, NanoSail-D und PreSat sowie eine Weltraumbestattung auf diesem Flug durchgeführt. Es kam jedoch zu einer Kollision der beiden Stufen während der Stufentrennung und letztlich als Folge daraus zu einem Versagen der Oberstufe.
Der vierte Flug am 28. September 2008 brachte eine 170 kg schwere Aluminium-Nutzlastattrappe erfolgreich in eine 644 mal 621 Kilometer hohe Umlaufbahn. Es war somit der erste private Satellitentransport einer Flüssigkeitsrakete.
Der fünfte Flug am 14. Juli 2009 beförderte erfolgreich den 180 kg schweren malaysischen Erdbeobachtungssatelliten RazakSat in eine Erdumlaufbahn.

## Falcon 1e
Nach dem ersten kommerziell erfolgreichen Start gab SpaceX am 6. August 2009 bekannt, dass die Falcon 1 durch die Falcon 1e ersetzt werde und deren Erststart Ende 2010 erfolgen solle. Die Version 1e sollte über eine vergrößerte Nutzlastverkleidung verfügen.
Im Januar 2011 beschloss SpaceX die Entwicklung der Falcon 1e einzustellen und die verbleibenden Aufträge auf freie Kapazitäten der Falcon 9 umzubuchen.

## Technische Daten
| Version                             | Falcon 1                                                  | Falcon 1e            |
| ----------------------------------- | --------------------------------------------------------- | -------------------- |
| Erste Stufe                         | 1 × Merlin-1                                              | 1 × Merlin-1D        |
| Zweite Stufe                        | 1 × Kestrel 2                                             | 1 × Kestrel 2        |
| Höhe (maximal) (m)                  | 23,8                                                      | 27,4                 |
| Durchmesser (m)                     | 1,7                                                       | 1,7                  |
| Schub (am Boden) (kN)               | 345                                                       | ca. 622              |
| Startmasse (t)                      | 27,670                                                    | 44,985               |
| Nutzlastverkleidung Durchmesser (m) | 1,5                                                       | 1,71                 |
| Nutzlast (LEO) (kg)                 | 420 (auch Flüge nach SSO mit leichterer Nutzlast möglich) | 1100 (nach SSO: 550) |
| Nutzlast (GTO) (kg)                 | -                                                         | -                    |
| Preis (Mio. US-Dollar)              | 7,9                                                       | 9,1                  |

## Startliste
Dies ist eine vollständige Startliste der Rakete Falcon 1.
| Lfd. Nr. | Datum (UTC)              | Typ      | Startplatz | Nutzlast                                  | Art der Nutzlast                                                         | Nutzlast in kg (brutto¹) | Orbit² | Anmerkungen |
| -------- | ------------------------ | -------- | ---------- | ----------------------------------------- | ------------------------------------------------------------------------ | ------------------------ | ------ | --- |
| 1        | 24. März 2006 22:30      | Falcon 1 | Omelek     | FalconSat-2                               | Technologieerprobungssatellit                                            | 21 kg                    | LEO    | Misserfolg Fehler in der 1. Stufe, Absturz der Rakete |
| 2        | 21. März 2007 01:10      | Falcon 1 | Omelek     | DemoSat                                   | Demonstrationsnutzlast                                                   | k. A.                    | LEO    | Misserfolg Fehler in der 2. Stufe. Rakete erreicht 289 km Höhe und eine Geschwindigkeit von 5,1 km/s Wird von SpaceX selbst als Teilweiser Erfolg bezeichnet, da man genug Daten für operationelle Flüge sammeln konnte. |
| 3        | 3. August 2008 03:34     | Falcon 1 | Omelek     | Trailblazer NanoSail-D PreSat Celestis 07 | Technologieerprobung Sonnensegel Technologieerprobung Weltraumbestattung | 170 kg                   | LEO    | Misserfolg Kollision von erster und zweiter Stufe, daraufhin Versagen der 2. Stufe |
| 4        | 28. September 2008 23:15 | Falcon 1 | Omelek     | DemoSat                                   | Demonstrationsnutzlast                                                   | 165 kg                   | LEO    | Erfolg |
| 5        | 14. Juli 2009 03:35      | Falcon 1 | Omelek     | RazakSAT                                  | Erdbeobachtungssatellit                                                  | ~180 kg                  | LEO    | Erfolg |

¹ Bruttogewicht, d. h. Masse der Nutzlast einschließlich Adapter, Gehäuse etc.
² Nicht zwangsläufig der Zielorbit der Nutzlast – sondern die Bahn, auf der die Nutzlast von der Oberstufe ausgesetzt werden sollte.